# Oldenburger Baby
Als Oldenburger Baby wurde Tim (* 6. Juli 1997 in Oldenburg; † 4. Januar 2019 in Quakenbrück) bekannt, bei dem in der 25. Schwangerschaftswoche das Down-Syndrom (Trisomie 21) diagnostiziert wurde. Seine Mutter ließ daraufhin eine Spätabtreibung durch frühzeitiges Einleiten der Geburt vornehmen. Tim überlebte die Geburt unerwartet, obwohl er erst mehrere Stunden danach medizinisch versorgt wurde. Er wurde zu einem Symbol in der Debatte um späte Schwangerschaftsabbrüche und ihre rechtlichen und ethischen Konsequenzen.

## Diagnose und Eingriff
Tims leibliche Mutter erfuhr im Sommer 1997 in der 25. Schwangerschaftswoche von dem genetischen Defekt ihres ungeborenen Kindes. Sie war Mitte 30, hatte bereits ein gesundes Kind geboren und eine Totgeburt überstanden und wünschte sich mit ihrem Partner ein zweites gesundes Kind. Sie verlangte nach der Diagnose einen Schwangerschaftsabbruch und drohte für den Fall einer Verweigerung des Eingriffs mit Suizid. Nach den Regelungen zur medizinischen Indikation wurde von einem ärztlichen Gutachter eine Gefahr für das Leben oder die körperliche und seelische Gesundheit der Mutter festgestellt, die einen Schwangerschaftsabbruch auch dann erlaubt, wenn die Befruchtung mehr als 12 Wochen zurückliegt. Wenige Stunden nach der Diagnose Down-Syndrom wurde die Geburt eingeleitet.
1997 war es noch nicht üblich, Föten, die an der Grenze zur Lebensfähigkeit oder darüber hinaus abgetrieben werden sollten, durch eine Kaliumchlorid-Injektion vor der Geburtseinleitung präventiv abzutöten. Es wurde davon ausgegangen, dass die Föten die Geburt nicht überleben würden. Tim jedoch kam nach der Geburtseinleitung mit Prostaglandin unter der Aufsicht eines Assistenzarztes der gynäkologisch-geburtshilflichen Abteilung mit einem Gewicht von 690 g bei einer Größe von 32 cm lebend zur Welt.
Da das Ziel des Eingriffs der Tod des Fötus war, wurde das Frühgeborene rund zehn Stunden nicht medizinisch versorgt. Erst als deutlich wurde, dass der Junge nicht sterben würde, bekam er ärztliche Hilfe. Zu diesem Zeitpunkt soll seine Körpertemperatur bereits auf 28 °C gesunken sein.

## Folgen
Da die leiblichen Eltern den Jungen nicht annahmen, blieb er die ersten acht Monate seines Lebens (bis März 1998) in der Oldenburger Kinderklinik und wurde dann vom Jugendamt als Pflegekind in eine Familie vermittelt.
Tim war im Gegensatz zu der Mehrheit reif geborener Kinder mit Down-Syndrom schwerstbehindert. Durch den Schwangerschaftsabbruch und die fehlende medizinische Versorgung nach der Frühgeburt wurden sein Gehirn, seine Augen und die Lungen schwer geschädigt. Mehrere Operationen waren nötig, und der Junge entwickelte autistische Züge.
Nach einer zweiwöchigen Delfintherapie im Jahr 2003 zeigte er deutliche Fortschritte im motorischen Bereich, Verbesserungen bei der Nahrungsaufnahme und der Nutzung der Lautsprache. Ab 2004 besuchte Tim eine Förderschule mit dem Schwerpunkt geistige Entwicklung.
Die leiblichen Eltern des Kindes reichten Klage auf Schadensersatz und Schmerzensgeld gegen die Geburtsklinik und den behandelnden Arzt ein und gaben an, nicht über die Möglichkeit informiert worden zu sein, dass das Kind den Schwangerschaftsabbruch in diesem Stadium der Schwangerschaft überleben könnte. Die Klinik bestritt diesen Vorwurf, zahlte letztlich aber 13.000 Euro Schmerzensgeld.
Der Bundestagsabgeordnete Hubert Hüppe (CDU) erstattete als Behindertenbeauftragter der Bundesregierung Strafanzeige mit der Begründung, dass zu prüfen sei, ob überhaupt eine Indikation für den Abbruch vorgelegen habe, und wies unabhängig davon auf die ärztliche Behandlungspflicht hin, die in diesem Fall mehrere Stunden unterblieben sei, was u. a. gegen Artikel 3 des Grundgesetzes verstoßen habe („Niemand darf wegen seiner Behinderung benachteiligt werden“). Der Assistenzarzt, der den Schwangerschaftsabbruch vorgenommen hatte und das Kind danach nicht medizinisch versorgen ließ, erhielt sieben Jahre später wegen gefährlicher Körperverletzung mittels einer das Leben gefährdenden Behandlung einen Strafbefehl über 90 Tagessätze Geldstrafe, vorher waren die Ermittlungen mehrfach eingestellt und wieder aufgenommen worden.
Tim lernte seine leibliche Mutter nie kennen, sie starb mit 41 Jahren. Der leibliche Vater von Tim hatte das Sorgerecht inne und hielt in den ersten Jahren Kontakt mit dem Kind, stellte seine Besuche aber nach dem Tod von Tims leiblicher Mutter ein.
Die WDR-Sendung Menschen hautnah sendete 2005 einen Beitrag über Tims Leben.
Am 4. Januar 2019 starb Tim in Quakenbrück im Alter von 21 Jahren an einer Lungeninfektion.